# Año nuevo aymara
El Año Nuevo aymara, (en aymara:  “Willka Kuti” significa retorno del sol o «Machaq Mara» que significa Año Nuevo), es una celebración que tiene lugar cada 21 de junio, coincidiendo con el solsticio de invierno en el hemisferio sur. En Bolivia, en el marco de su política plurinacional, la festividad es reconocida oficialmente como Año Nuevo Andino Amazónico y del Chaco. También se celebra en algunas comunidades del norte de Chile, el sur de Perú y el noroeste argentino, a veces recibiendo el nombre de Inti Raymi.
El acto central en Bolivia se realiza en Tiwanaku. Uno de los rituales característicos consiste en extender las palmas de las manos hacia el horizonte para recibir los primeros rayos del sol al amanecer, en señal de renovación y gratitud hacia la Pachamama (Madre Tierra) y el Tata Inti (Padre Sol)

## Origen de la festividad
El 21 de junio, fecha del solsticio de invierno en el hemisferio sur, fue una fecha astronómica significativa para diversas civilizaciones andinas prehispánicas, como Tiwanaku y el Tahuantinsuyo. Ese día marcaba en que el Sol parecía alejarse más en el ciclo anual y señalaba el inicio de un nuevo ciclo agrícola. Algunos sitios arqueológicos, como Tiwanaku, Sillustani y Cusco, muestran estructuras alineadas a los solsticios, que indica que estas culturas observaban cuidadosamente estos fenómenos astronómicos.
Durante el periodo colonial, las prácticas indígenas relacionadas con el solsticio fueron suprimidas o incorporadas al calendario litúrgico cristiano. En particular, la festividad de San Juan Bautista, celebrada el 24 de junio, asumió parte de esos rituales. En diversas regiones andinas, esta festividad combina elementos tradicionales ligados al fuego, el agua y la fertilidad, creando un sincretismo entre creencias indígenas y cristianas. Algunos estudios etnográficos señalan que la vigilia de San Juan en el altiplano conservó estos significados indígenas hasta bien entrado el siglo XX, siendo un momento para rituales relacionados con el ciclo solar y la agricultura.
La celebración contemporánea conocida como “Año Nuevo Aymara” fue establecida en Bolivia durante la década de 1980 por sectores aymaras vinculados a movimientos indianistas y kataristas. Según el sociólogo Carlos Macusaya, este proceso buscó recuperar símbolos culturales propios mediante la revalorización de prácticas vinculadas al solsticio de invierno. Esta iniciativa derivó en la institucionalización de una ceremonia pública en el sitio arqueológico de Tiwanaku, bajo la denominación Willkakuti (‘retorno del sol’).
En 2010, la festividad fue reconocida oficialmente como feriado nacional en Bolivia bajo la denominación de “Año Nuevo Andino Amazónico”, mediante un decreto del gobierno del presidente Evo Morales.

## Lugares de celebración en Chile
A continuación se mencionan los lugares de celebración tradicional del Machaq Mara entre comunidades ubicadas entre las regiones de Arica Parinacota Región de Atacama en Chile.

### Región de Arica y Parinacota
Arica:
En la ciudad de Arica las celebraciones esperan hasta la media noche para poner término al ciclo agrícola y comenzar un nuevo ciclo. Es denominado “Machaq Mara”, “Inti Raymi” o “Fiesta del Sol”. Para ello las autoridades y comunidad organizan una serie de actividades, entre las que se encuentra los pasacalles organizados por Confraternidad de Bailes Andinos de Arica que se prolongan por varios días.
Paralelamente, las escuelas también celebran esta actividad, tales como la Escuela D-21 donde se reúne la Asociación Indígena Tawantinsuyo, donde se reúne para entregar las mesas a un “yatiri” quien preside la ceremonia y luego se dirigen al Cerro Sagrado, ubicado en el sector de Cerro Sobrero. Aquí la comunidad espera toda la noche hasta que se presentan los primeros rayos del sol. Se trata de una actividad abierta a la comunidad.
En estas actividades también participan organizaciones mapuche que residen en Arica para celebrar el We Tripantu, celebración que corresponde a este pueblo originario del centro y sur de Chile.
Codpa:
Las celebraciones en la localidad de Codpa, cabecera de la comuna de Camarones, esta marcada por los ritos, cantos y bailes típicos de la comunidad aimara, se inicia con conversatorios en la plaza de la localidad y actividades culturales por la noche, en la madrugada se realiza un ascenso al sector alto de dicha localidad denominado “cruz de los siglos”.  Aquí se realiza una “Pawa” o rogativa, la comunidad se reúne antes de la salida del sol, alrededor de las 05. 30 de la madrugada, para agradecer y pedir al “Papa Inti” (padre sol) y a la “Pacha Mama” (madre tierra) la buenaventura para sus comunidades. En esta ceremonia participa activamente el alcalde de la comuna y otras autoridades locales. Inaliza con una comida donde participan la comunidad y autoridades locales.
Putre:
Las celebraciones que se realizan en la localidad de Putre, que es la capital provincial de Parinacota, ubicada a 3.500 metros sobre el nivel del mar, se celebra con un gran sentido de pertenencia por parte de las comunidades y en ella participan las escuelas, jardín infantil y liceo de Putre donde se realiza una “Pawa” (rogativa aimara) donde participa el alcalde de Putre, el gobernador provincial y otras autoridades locales.
La ceremonia principal se realiza en una vigilia en el Liceo Granaderos y luego, a las 5:30 de la madrugada la comunidad se desplaza hasta el cerro “Marka Pata” para iniciar la ceremonia antes de la salida del sol, el cual se encuentra a unos 20 minutos de la plaza de Putre. Aquí se realizan rogativas al “Papa Inti” (padre sol) por un nuevo año productivo para las actividades agrícolas y ganaderas. A esta hora las temperaturas pueden llegar algunos grados bajo cero como ocurrió el año 2013.
La actividad finaliza con el descenso de los participantes hasta el liceo Granaderos donde comparten una “Kalapurka”, mientras se realizan algunas actividades artísticas y culturales.
Visviri:
La localidad de Visviri, es a capital de la comuna de General Lagos, es el poblado más septentrional en Chile y uno de los ubicados a mayor altura, 4.069 metros sobre el nivel del mar. El Pachaq Mara, se celebra anualmente y constituye parte de las festividades oficiales de esta comuna.
La víspera en esta localidad es esperada por la comunidad en torno a fogatas donde se comparte vino navegado, “calapurca” y “guatitas”. En la ceremonia participan la comunidad local, autoridades y turistas y es precedida por un “yatiri” de l apropia comunidad quien explica el sentido e importancia de esta celebración andina que coincide con el solsticio de invierno.
En esta localidad la ceremonia incluye un rito de “wilancha” o sacrificio de un animal el cual se otorga a los principales espíritus tutelares “Papa Inti” y “Pacha Mama”.
Al finalizar la ceremonia degustan carne de pollo, llama y maíz entre otras comidas tradicionales.
La celebración del Pachaq Mar se recuperó oficialmente el año 2001 par las localidades de Visviri, Ancolacane y Chujlluta.

### Región de Tarapacá
Iquique:
La ciudad de Iquique celebra esta fecha con actividades académicas a cargo del Departamento de Ciencias Históricas y Geográficas la Universidad de Tarapacá, con actividades y exposiciones que buscan reflexionar, revalorizar y difundir el conocimiento astronómico atribuido a los pueblos originarios en torno al “Machaq Mara”, “Inti Raymi” o “Willka Kuti”. Los pueblos originarios tenían la capacidad de adelantarse a las sequías y otros fenómenos gracias a sus conocimientos astronómicos. Existen evidencias coloniales que las comunidades indígenas predecían también los eclipses solares. Las actividades en la ciudad de Iquique también incluyen pasacalles y comparsas a cargo de grupos como Los J’acha, Carrero y su Bandita y Fraternidad Tinkus Wayra Masis en la calle Baquedano de esta ciudad, las que cuentan con el apoyo de servicios públicos y el patrocinio empresas mineras regionales.
Alto Hospicio:
Situada junto a la ciudad de Iquique, la comuna de Alto Hospicio realiza la actividad más numerosa en cuanto a concurrencia en la Región, con cerca de dos mil asistentes. La actividad es organizada por le Municipio de Alto Hospicio y se trata de una celebración colorida con la participación de bandas de broce y grupos de baile y que luego termina con una rogativa donde participan las comunidades y las autoridades locales y regionales. La mayor parte de las muestras se realizan en la explanada del gimnasio municipal de esta comuna. Los últimos años ha incorporado también la participación de comunidades mapuche que residen en Iquique y que celebran es esta misma fecha el We Tripantu. También se realizan actividades en el Cerro Huantajaya de AltoHospicio.
Pica:
La actividad se desarrolla en la Plaza de Armas de la localidad de Pica, una actividad que contempla bailes, música y muestras gastronómicas. La actividad organizada por el Municipio congrega a diversas actividades sociales y educativas de la comuna. La actividad cuenta con una muestra gastronómica empanadas de charqui, kalapurca, picantes, sopaipillas, pasteles y jugos de frutas.
Huara:
Las actividades de celebración de “Machaq Mara” en la localidad de Huara comienzan con una “pawa” o rogativa, participan autoridades, invitados especiales de la comunidad y turistas. Se reparte chocolates y sopaipillas antes de iniciar el ascenso a un cerro ceremonial una vez que aparecen los primeros rayos del sol, la banda de bronces comienza a tocar. Una vez terminada la ceremonia se realizan los abrazos y buenos deseos de año nuevo, la comunidad baja hasta el poblado para disfrutar un almuerzo tradicional o “calapurca”. Entre las celebraciones el Liceo de Huara celebra también el “Marat’Aqa” el cual también considera una “pawa”.
Camiña:
La Municipalidad de Camiña celebra junto a las comunidades aymaras esta actividad en el Centro Ceremonial Cumbre del Gallo, a este lugar la comunidad y autoridades llegan a las 05:00 a. m. del 21 de junio de cada año para celebrar el Machaq Mara y realizar las rogativas tradicionales, el sacrificio de llamas otorgadas a la deidades indígenas, este evento coincide con el evento astronómico del solsticio de invierno y busca la fertilidad de la “Pacha Mama” (madre tierra) e iniciar un nuevo período de siembra en el Valle de Camiña. Para el mundo aimara nos encontramos en la quinta era, cada era es de mil años. A su vez el calendario aymara tiene 13 meses y un día, durante tres años, el cuarto año tiene 13 meses y dos días, los cuales están representados en los 49 cuadros que posee la “Whipala” o bandera aimara. A lo anterior se cuentan los años de la quinta era desde el desembarco de Colon en América en 1492. De esta manera, durante el año 2019 se celebran 527 años de la quinta era, es decir, año 5.527. En la actividad participa una banda instrumental, un grupo de “Lakitas” o músicos de zampoña de la localidad de Chapiquilta y “Sikuris” de Apamilca.
Colchane:
En el poblado andino de Colchane, se reúnen más de 300 personas para la celebración de esta festividad. La actividad es encabezada por el alcalde de la comuna y asisten autoridades regionales como locales. En la actividad participan bandas de bronce, Sikuris y Lakitas quienes están a cargo de animar la fiesta del nuevo año. Al finalizar la ceremonia después de la salida del sol, los asistentes asisten a una comida de Kalapurka.
Cariquima:
Este poblado perteneciente a la comuna de Colchane celebra anualmente el Machaq Mara, la actividad se lleva a cabo en el Cerro de Laka donde se espera la salida del sol por parte de la comunidad local, autoridades y turistas que concurren a este evento.
Pozo Almonte:
Las actividades en la localidad de Pozo Almonte la celebración predominante es el “Machaq Mara”, y es organizada por el Municipio y cuentan con la presencia de bandas musicales. Pozo Almonte posee tanto población quechua como aimara. Las actividades donde participa la comunidad de Pozo Almonte se realizan rogativas a “Papa Inti” y “”Pacha Mama” y en ella también se realiza el sacrificio de un animal.
Mamiña:
La celebración predominante en la localidad de Mamiña es el “Inti Raymi” o Fiesta del Sol, al igual que en las localidades de Iquiuca y Quipisca. Las rogativas de esta fiesta están dirigidas a “Papa Inti” y tienen por motivo que el nuevo año traiga buenas nuevas y apoye el buen desarrollo del ganado, las cosechas y de los territorios.
La Huayca:
Las actividades en la localidad de La Huayca son apoyadas por el Municipio de Pozo Almonte cuentan con la presencia de bandas musicales y actividades desarrolladas en la escuela básica de la localidad.

### Región de Antofagasta
Quillagua:
En Quillagua la comunidad aimara celebra con una mesa ceremonial que contiene vino, hojas de coca, incienso, pusitunga, cerveza, carbón, hortalizas, y alimentos que preceden al sacrificio de un cordero blanco ofrecido a “Tata Inti”. Esta actividad se realiza en el cerro más alto de la localidad, la comunidad lo asciende durante la madrugada en torno a una fogata que reúne a diversos miembros de la comunidad y a visitantes. En la ocasión también se iza la “Wipala” o bandera aimara. Las actividades se realizan en un cerro sagrado de la localidad junto al cementerio indígena, aquí se desarrolla la “pawa” (rogativa o agradecimiento) al “Papa Inti” (padre Sol) y a la “Pacha Mama” (madre Tierra). Esta actividad es llamada localmente “Wilka Kuty” o Regreso del Sol. La actividad es apoyada por una empresa minera local.
San Pedro de Atacama:
Las celebraciones en San Pedro de Atacama están a cargo de la comunidad Atacameña o Lican Antay. En esta localidad,  los aimaras celebran el año nuevo denominado “Machaq Mara”, mientras que los quechuas lo llaman “Inti Raymi”.

### Región de Atacama
Copiapó:
En la ciudad de Copiapó, capital de la Región, se celebra anualmente el año nuevo indígena por parte de las comunidades diaguitas comuna ceremonia para celebrar “Inti Raymi”, esta incluye una muestra de los pueblos originarios de la Región de Atacama. Esta región posee un 10% de su población que se auto reconoce a un pueblo originario.

## Lugares de celebración en Perú
En Puno se celebra con la unión entre los ciudadanos, se unen las empresas privadas, el gobierno y la población para celebrar esta fiesta con concursos de bandas y danzas autóctonas, ferias de gastronomía, peregrinaciones, exposiciones, actividades culturales y más.
En cuzco el acto consiste en colocar ofrendas especiales en una gran fogata, mientras que el Yatiri, sabio que dirige la ceremonia, le agradece a la madre tierra por los frutos recibidos en la anterior campaña agrícola y recibe con esperanza la nueva temporada que se avecina.

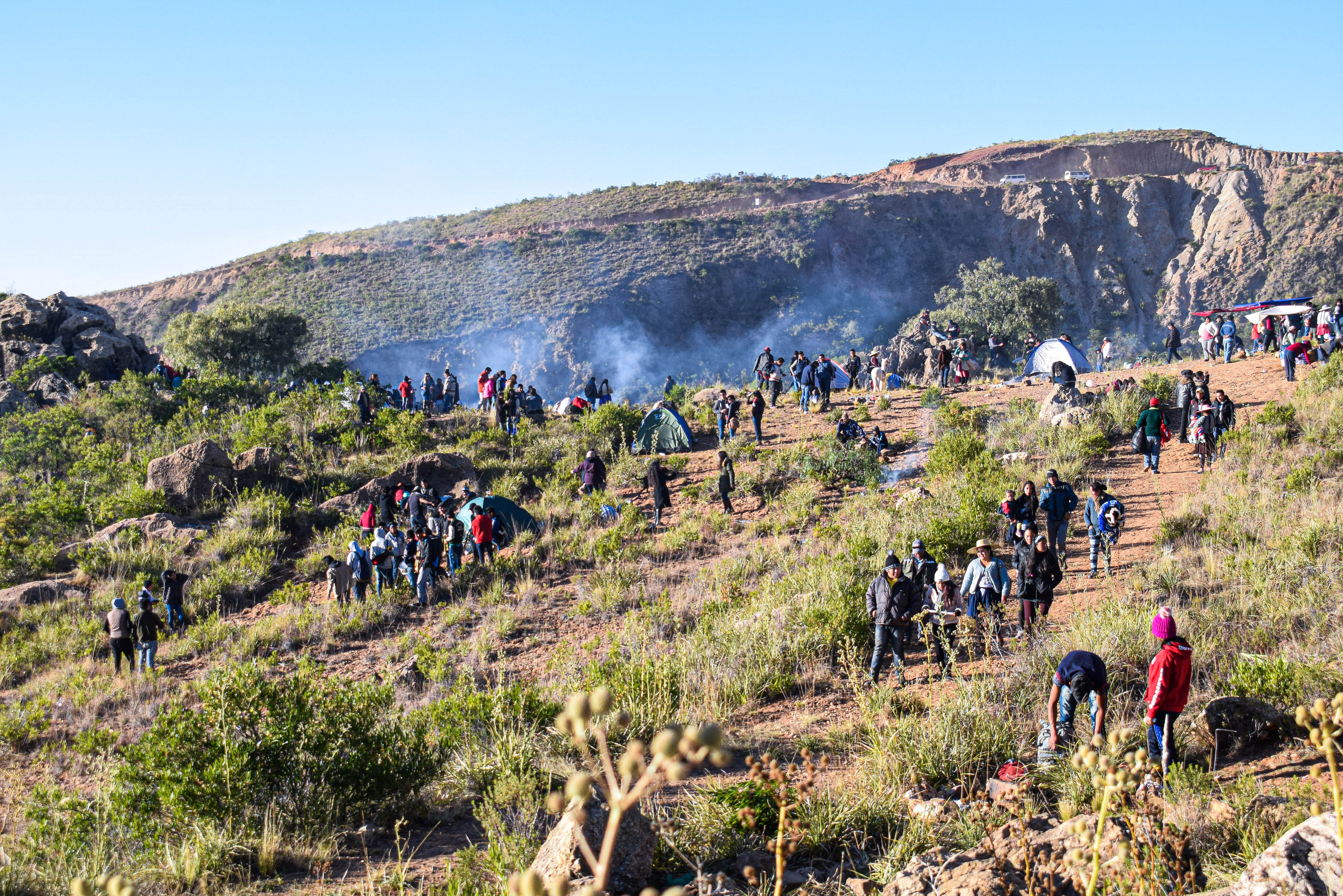
Campamento para recibir el Año Nuevo Aimara en el departamento de Cochabamba, Bolivia

En Tacna La realización del Machaq Mara es posible gracias al patronato del centro ceremonial «Santuario del Luli» con el fin de compartir el arte, la cultura y el turismo en la región de Tacna en la última noche de este ciclo los artistas del desierto se reúnen para iniciar el recibimiento del nuevo año

## Lugares de celebración en Bolivia
En Bolivia, el 12 de abril de 2005 mediante Ley N° 3018, se declara patrimonio intangible, histórico y cultural de la nación al “Año Nuevo aymara” que se celebra cada 21 de junio en Tiawanaku y otras regiones de Bolivia.
En 2009 el Gobierno boliviano adoptó la denominación “Año Nuevo Andino”, para englobar la festividad entre diferentes pueblos andinos del país. Posteriormente, en 2019, se amplió la denominación a “Año Nuevo Andino Amazónico y del Chaco”, logrando llevar así la festividad a nivel nacional.
En Tiwanaku, se ubica en el departamento de La Paz - Bolivia se celebra con el solsticio de invierno en el cual el día 21 de junio se reciben los primeros rayos de sol alzando las manos para así comenzar el año con mucha energía. también el acto consiste en colocar ofrendas especiales en una gran fogata, mientras que el Yatiri, sabio que dirige la ceremonia, le agradece a la madre tierra por las buenas cosas que ocurrieron ese año.
Según el Ministerio de Culturas y Turismo de Bolivia en el año 2018 fue celebrado en 207 sitios sagrados de Bolivia.